# John Norton (barone)
John Richard Brinsley Norton, 5º barone Grantley, FSA, FRNS (Firenze, 1º ottobre 1855 – Londra, 5 agosto 1943), è stato un numismatico e politico britannico.
Nato in Italia, era figlio di Thomas Norton, 4º barone Grantley e della moglie, Maria Federigo e nipote della scrittrice Caroline Norton. Fu educato alla Harrow School e all'Università di Dresda. Ereditò il titolo del padre nel 1877 e per un certo periodo fu capitano nella Middlesex Yeomanry.
Grantley fu un Fellow della Society of Antiquaries of London, della Royal Numismatic Society e della British Numismatic Society. Raccolse una grande collezione di monete e coltivò orchidee. Le sue sedi in campagna erano Weeke Manor a Winchester e Markenfield Hall a Ripon. Acquistò anche la proprietà di Red Rice nel 1913.
Nel 1879, sposò Katharine Buckner Norton, nata McVickar (morta nel 1897), la ex-moglie di suo cugino, Charles Grantley Campbell Norton. Sposò in seconde nozze, nel 1899, Alice Jones († 1942), figlia illegittima di Thomas Jones, VII visconte Ranelagh. Alla sua morte in una casa di riposo a Londra nel 1943, i suoi titoli passarono al primogenito, figlio del suo primo matrimonio, Richard Norton, 6º barone Grantley.